# علم در سده نوزدهم
علم در قرن نوزدهم میلادی برای اولین بار به عنوان یک حرفه شناخته شد. واژه دانشمند در سال ۱۸۳۳ توسط ویلیام هیول ابداع و مدتی بعد جایگزین عبارت قبلی، فیلسوف (طبیعی) شد.
نظرات چارلز داروین (در کنار تحقیقات مستقل آلفرد راسل والاس) و کتاب «خاستگاه گونه‌ها» او که در سال ۱۸۵۸ منتشر شد و نظریه «فرگشت براساس انتخاب طبیعی» را مطرح کرد، از تأثیرگذارترین اندیشه‌های قرن نوزدهم بود.
نظریه میکروبی بیماری‌ها، نقطه عطفی دیگر در زیست‌شناسی و پزشکی در قرن نوزدهم بود؛ پس از آن، لویی پاستور، نخستین واکسن هاری را ساخت. او همچنین موجب کشف موارد بسیاری در علم شیمی شد که یافته‌های او در زمینه بلور‌های نامتقارن، از جمله آن هست.در علم شیمی، دمیتری مندلیف، با پیروی از نظریه اتمی جان دالتون، اولین جدول تناوبی عناصر را ابداع کرد.  در علم فیزیک، شاخه جدیدی با عنوان الکترومغناطیس، در نتیجه آزمایش‌ها، نظریات و اکتشافات مایکل فارادی، آندره-ماری آمپر، جیمز کلرک ماکسول و دیگر دانشمندان معاصر به وجود آمد.همچنین با مطرح شدن علم ترمودینامیک، مفهوم گرما درک شد. تعریف شدن مفهوم انرژی نیز از دیگر نوآوری‌های علم فیزیک در قرن نوزدهم بود.
از دیگر یافته‌های فیزیک در این قرن، میتوان به کشف انواع جدیدی از انرژی تابشی و نیز کشف همزمان ماهیت ساختار اتمی و ماده اشاره کرد. کشف سیاره نپتون از اکتشافات نجومی قرن نوزدهم بود.  در علم ریاضیات، مفهوم اعداد مختلط به حد کمال رسید و منجر به نظریه تحلیلی شد.  همچنین در قرن نوزدهم، شروع به استفاده از اعداد فوق مختلط شد. علاوه بر این کارل وایرشتراس و دیگر ریاضیدانان در قرن نوزدهم، حسابی سازی (arithmetization) آنالیز را برای توابع متغیرهای حقیقی و مختلط به انجام رسانند.
علم هندسه در قرن نوزدهم، پس از یک دوره نزدیک به دو هزار سال، شاهد پیشرفت نوینی بود که از نظریه‌های کلاسیک اقلیدس فراتر می‌رفت. علم منطق ریاضی نیز پس از یک دوره طولانی رکود، در قرن نوزدهم پیشرفت های بنیادینی را شاهد بود. 
با اینحال نظریات پایه‌گذاران علم الکتریسیته، مهمترین گام در پیشرفت علم در قرن نوزدهم بود. تحقیقات و عملکرد حاصل در این زمینه، چهره فیزیک را تغییر داد و امکان پدید آوردن تکنولوژی‌های نوین مانند نیرو الکتریسیته، تلگراف برقی، تلفن و رادیو را فراهم کرد.

## ریاضیات

### فعالیت‌های گاوس
در طول قرن نوزدهم، علم ریاضیات به طرز فزاینده‌ای انتزاعی شد. از مصادیق این روند، میتوان به فعالیت‌های کارل فریدریش گاوس (۱۸۵۵-۱۷۷۷) اشاره کرد. گاوس تحقیقات نوینی را در زمینه توابع متغیرهای مختلط، هندسه و همگرایی سری‌ها از خود بجای گذشت. او همچنین نخستین شواهد قابل‌ قبول را در زمینه قضیه اساسی جبر و قانون تقابل مربعی ارائه کرد. کتاب «تحقیقاتی در حساب» (Disquisitiones Arithmeticae) گاوس، که در سال ۱۸۰۱ منتشر شد، نظریه اعداد مدرن را پایه‌گذاری کرد.

### هندسه

رفتار خطوط با خط عمود مشترک در انواع هندسه

در قرن نوزدهم دو نوع هندسه نااقلیدسی بسط داده شد؛ در چنین هندسه‌ای، دیگر اصل توازی اقلیدس برقرار نیست. در اوایل قرن نوزدهم، نیکلای لوباچفسکی، ریاضیدان روسی، و رقیبش، یانوش بویایی، ریاضیدان مجارستانی، به صورت جداگانه هندسه هذلولوی را تعریف و در این زمینه پژوهش کردند. در هندسه هذلولوی، مجموع زوایای مثلث، کمتر از ۱۸۰ درجه است. بعدها در طول قرن نوزدهم، هندسه بیضوی توسط ریاضیدان آلمانی برنهارت ریمان توسعه یافت.  در این نوع هندسه، خطوط موازی وجود ندارد و مجموع زوایای مثلث بیش از ۱۸۰ درجه است. ریمان همچنین هندسه ریمانی را ابداع کرد. هندسه ریمانی هر سه نوع هندسه را یکپارچه می‌کند و آنها به طرز گسترده‌ای تعمیم می‌دهد.

### جبر و حسابان
جبر مجرد از دیگر مباحث ریاضی بود که در قرن نوزدهم به میزان قابل توجهی مورد تحقیق و استفاده قرار گرفت. هرمان گراسمان، ریاضیدان آلمانی، نخستین نسخه از فضای برداری را ارائه کرد. همچنین ویلیام همیلتون، ریاضیدان ایرلندی، جبر ناجابجایی را گسترش داد. در قرن نوزدهم، جبر بولی توسط جرج بول، ریاضیدان بریتانیایی ابداع شد. در جبر بولی تنها اعداد صفر و یک وجود دارد. جبر بولی نقطه آغازین منطق ریاضی است و در علوم رایانه‌ای کاربردهای مهمی دارد.
از دیگر پیشرفت‌های ریاضی در قرن نوزدهم، دقیق تر شدن علم حسابان بود و این امر توسط آگوستین لویی کوشی، برنهارت ریمان، و کارل وایرشتراس انجام شد.
در قرن نوزدهم مبحث حد در ریاضیات برای اولین بار بررسی شد. نیلس هنریک آبل نروژی و اواریست گالوا فرانسوی اثبات کردند که هیچ روش جبری عمومی برای حل معادلات چند جمله‌ای با درجه بزرگتر از چهار وجود ندارد. (قضیه آبل-روفینی)
با کمک این قضیه، سایر ریاضیدانان قرن نوزدهم اثبات کردند که برای حل مسائل تثلیث زاویه، تضعیف مکعب و تربیع دایره، ساخت با خط‌کش و پرگار، به تنهایی کافی نیست. از دوران یونان باستان، ریاضیدانان در تلاشی بیهوده برای حل تمامی این مسائل بودند. در مقابل، با در نظر گرفتن فضای پارامتری و اعداد فوق مختلط، محدودیت‌های سه بعدی در هندسه، در طول قرن نوزدهم از بین رفت.

### منطق ریاضی
قرن نوزدهم شاهد پیشرفت‌های گسترده‌ای در منطق ریاضی بود؛ جبر بولی از جمله این موارد هست. علاوه بر آن، میتوان به نظریه مجموعه‌ها نیز اشاره کرد.
گئورگ کانتور در اواخر قرن نوزدهم، نخستین مبانی نظریه مجموعه‌ها را پایه‌گذاری کرد که به زبان مشترک تقریبا هرگونه ریاضیات تبدیل شد و امکان پرداختن دقیق را به مفهوم بی‌نهایت فراهم کرد.
در کنار نظریه مجموعه‌‌ها، ظهور منطق رياضی به وسیله جوزپه پئانو، لویتسن براوئر، داویت هیلبرت، برتراند راسل، و آلفرد نورث وایتهد، بحثی طولانی را در مورد بنیان‌های ریاضیات آغاز کرد.

### انجمن‌های ریاضی
در کنار گسترس علم ریاضیات در قرن نوزدهم، انجمن‌‌های ملی متعددی در این زمینه تأسیس شد که از جمله آنها می‌توان به موارد زیر اشاره کرد:
«انجمن ریاضی لندن» در سال ۱۸۶۵ (London Mathematical Society)، «انجمن ریاضیات فرانسه» در سال ۱۸۷۲ (Société Mathématique de France)، «انجمن ریاضی ادینبور» در سال ۱۸۸۳ (Edinburgh Mathematical Society)، «انجمن ریاضی پالرمو» در سال ۱۸۸۴ (Circolo Matematico di Palermo)  و «انجمن ریاضی آمریکا» در سال ۱۸۸۸.
همچنین در سال ۱۸۹۹، «انجمن کواترنیون» تأسیس شد که اولین انجمن بین المللی و مشترک المنافع ریاضیات بود.

## زیست‌شناسی و پزشکی
انتشار کتاب «خاستگاه گونه‌ها » در سال ۱۸۵۹، گام مهمی در پیشرفت زیست‌شناسی بود. چارلز داروین در این کتاب، نظریه فرگشت به وسیله انتخاب طبیعی را مطرح کرد
یافته‌های اسکار هرتویگ، رویان‌شناس آلمانی، در زمینه زیست‌شناسی تکوینی و تولید مثل، از دیگر پیشرفت‌های زیست شناسی در قرن نوزدهم بود.هرتویگ در سال ۱۸۷۵ اولین اثر خود را به چاپ رساند؛ این کتاب برای اولین بار لقاح حیوانات را به درستی شرح داد.
هرتویگ در کتاب بعدی خود در سال ۱۸۸۵، این نکته را تشریح کرد که هسته سلول‌ حاوی نوکلئین هست؛ (نوکلئیک اسید کنونی) و نوکلئین‌ها وظیفه انتقال صفات موروثی را به عهده دارند.

### پیشرفت‌های دارویی
- ۱۸۰۴: مرفین برای اولین بار استخراج شد.
- ۱۸۲۴:  برای اولین از داروی بیهوشی استفاده شد‌.
- ۱۸۵۵: کوکائین برای اولین بار توسط فردریش گتخ استخراج شد.
- ۱۸۸۵: لویی پاستور برای اولین بار موفق به ساخت واکسن هاری شد و این واکسن برای پسر جوانی تزریق شد که ۱۴ بار توسط سگ هاری،‌ گاز گرفته شده بود.
- ۱۸۸۹: آسپرین ثبت اختراع شد.

## فیزیک

### الکترومغناطیس و فیزیک امواج
در سال ۱۸۰۰، آلساندرو ولتا باتری الکتریکی را اختراع کرد. (معروف به پیل ولتایی) و در نتیجه باعث بهبود روش مطالعه جریان الکتریکی شد.در سال بعد، توماس یانگ اثبات کرد که نور ماهیت موجی دارد. آزمایش‌های اگوستن-ژان فرنل نیز تحقیقات یانگ را قویا تایید می‌کرد. یانگ همچنین پدیده تداخل امواج را اثبات کرد.
در سال ۱۸۲۰ هانس کریستین اورستد کشف کرد که رسانای حامل بار منجر به بروز نیروی مغناطیسی در اطراف خود می‌شود.  تقريبا یک هفته پس از رسیدن خبر اکتشاف اورستد به فرانسه، آندره-ماری آمپر کشف کرد که دو جریان موازی الکتریکی بر یکدیگر اثر متقابل‌ می‌گذارند.
در سال ۱۸۳۱، مايکل فارادی (و همچنين جوزف هنری به صورت جداگانه) اثر معکوس کشف کرد و همچنین دريافت که از طریق مغناطيس، میتوان پتانسیل یا جریان الکتریکی ایجاد کرد؛ مفهومی که به قانون القا فارادی معروف شد. این کشفیات به ترتیب پایه اختراعاتی مانند موتور الکتریکی و مولد الکتریکی هست.
در سال ۱۸۳۴، جان راسل، مهندس اسکاتلندی، نوعی موج منزوی در کانال آبی در نزدیکی ادینبور مشاهده کرد که در نهایت به پیدایش مفهوم سالیتون شد. راسل همچنین با کمک تانکر آب، وابستگی سرعت امواج سالیتون با عمق آب و دامنه موج را بررسی کرد.
در سال ۱۸۴۲،  کریستیان دوپلر، مفهومی در فیزیک امواج مطرح کرد که به نام اثر دوپلر شناخته‌ می‌شود.

### مکانیک و ترمودینامیک
در سال ۱۸۱۳، پیتر ایوارت (Peter Ewart)، مهندس بریتانیایی، در مقاله خود «On the measure of moving force» از ایده نوظهور پایستگی انرژی دفاع کرد.
در سال ۱۸۲۹، گوستاو کوریولیس، مفاهیم کار و انرژی جنبشی را به شیوه مدرن تعریف کرد.
در سال ۱۸۳۴، کارل یاکوبی، ریاضیدان آلمانی، کشف کرد که سیالات چرخنده‌ای که خود‌گرانشی و چگالی آنها یکنواخت هست، شکل بیضوی پیدا می‌کند. این مفهوم، به نام «بیضوی یاکوبی» شناخته می‌شود.
در سال ۱۸۳۵، ویلیام همیلتون فرمول‌بندی جدیدی از مکانیک ارائه کرد که به مکانیک همیلتونی معروف شد. در همان سال، گوستاو کوریولیس با بررسی بازده مکانیکی چرخ آبی از نظر تئوری، توانست اثر کوریولیس را کشف کند.
در سال ۱۸۴۱، یولیوس روبرت فون مایر، که در آن زمان دانشمند تازه‌کاری بود، مقاله‌ای در مورد پایستگی انرژی نوشت؛ بااینحال مایر تحصیلات آکادمیک نداشت و به همین علت مقاله او رد شد.